# Oman aux Jeux olympiques d'été de 1984
Oman a envoyé 3 athlètes aux Jeux olympiques de 1984 à Los Angeles aux États-Unis. Il s'agit de la première participation de ce pays aux Jeux olympiques.

## Résultats

### Athlétisme
400 m hommes
- Mohammed Almaliki : En série - 47 s 61

1500 m hommes
- Amor Masoud Al-Sharjisay : En série - 4 min 12 s 76

Marathon Hommes
- Awadh Shaban Al-Sameer - N'a pas terminé (non classé)